# Fédération européenne de hockey
Pour les articles homonymes, voir EHF.
La Fédération Européenne de Hockey est une Europe une fédération sportive de hockey sur gazon, basée à Bruxelles. C'est l'organisation faîtière de toutes les fédérations nationales européennes et organise l'Euro Hockey League. Marijke Fleuren a été élue présidente le 22 août 2011.

## Associations membres
- Arménie
- Autriche
- Azerbaïdjan[N 1],[2]
- Biélorussie
- Belgique
- Bulgarie
- Croatie
- Chypre
- Tchéquie
- Danemark
- Angleterre
- Estonie
- Finlande
- France
- Géorgie
- Allemagne
- Gibraltar
- Grèce
- Grande-Bretagne[N 2]
- Hongrie
- Irlande
- Israël
- Italie
- Lettonie[N 2]
- Lituanie
- Luxembourg
- Macédoine du Nord
- Malte
- Moldavie
- Pays-Bas
- Norvège
- Pologne
- Portugal
- Roumanie
- Russie
- Écosse
- Serbie
- Slovaquie
- Slovénie
- Espagne
- Suède
- Suisse
- Turquie
- Ukraine
- Pays de Galles

## Compétitions extérieures

### Clubs
- Euro Hockey League
- Euro Hockey League féminin
- Trophée d'Europe I de hockey sur gazon des clubs
- Trophée d'Europe féminin de hockey sur gazon des clubs
- Challenge d'Europe de hockey sur gazon des clubs

#### Défunt
- Coupe d'Europe de hockey sur gazon des clubs champions
- Coupe d'Europe féminine de hockey sur gazon des clubs champions
- Coupe d'Europe de hockey sur gazon des clubs vainqueurs
- Trophée d'Europe de hockey sur gazon des clubs vainqueurs
- Challenge d'Europe de hockey sur gazon des clubs vainqueurs

### Équipes nationales
- Championnat d'Europe masculin de hockey sur gazon
- Championnat d'Europe féminin de hockey sur gazon
- Championnat II d'Europe masculin de hockey sur gazon
- Championnat II d'Europe féminin de hockey sur gazon
- Championnat III d'Europe masculin de hockey sur gazon
- Championnat III d'Europe féminin de hockey sur gazon
- Championnat IV d'Europe masculin de hockey sur gazon

#### Défunt
- Pannonia Cup
- Celtic Cup
- Junior Celtic Cup
- Alps Cup
- Nordic Championships

## Compétitions intérieures

### Clubs
- Coupe d'Europe de hockey en salle des clubs champions
- Coupe d'Europe féminine de hockey en salle des clubs champions
- Trophée d'Europe de hockey en salle des clubs
- Challenge d'Europe de hockey en salle des clubs

### Équipes nationales
- Championnat d'Europe masculin de hockey en salle
- Championnat d'Europe féminin de hockey en salle
- Championnat II d'Europe masculin de hockey en salle
- Championnat II d'Europe féminin de hockey en salle
- Championnat d'Europe de hockey en salle des moins de 21 ans